# Arman T. Riahi

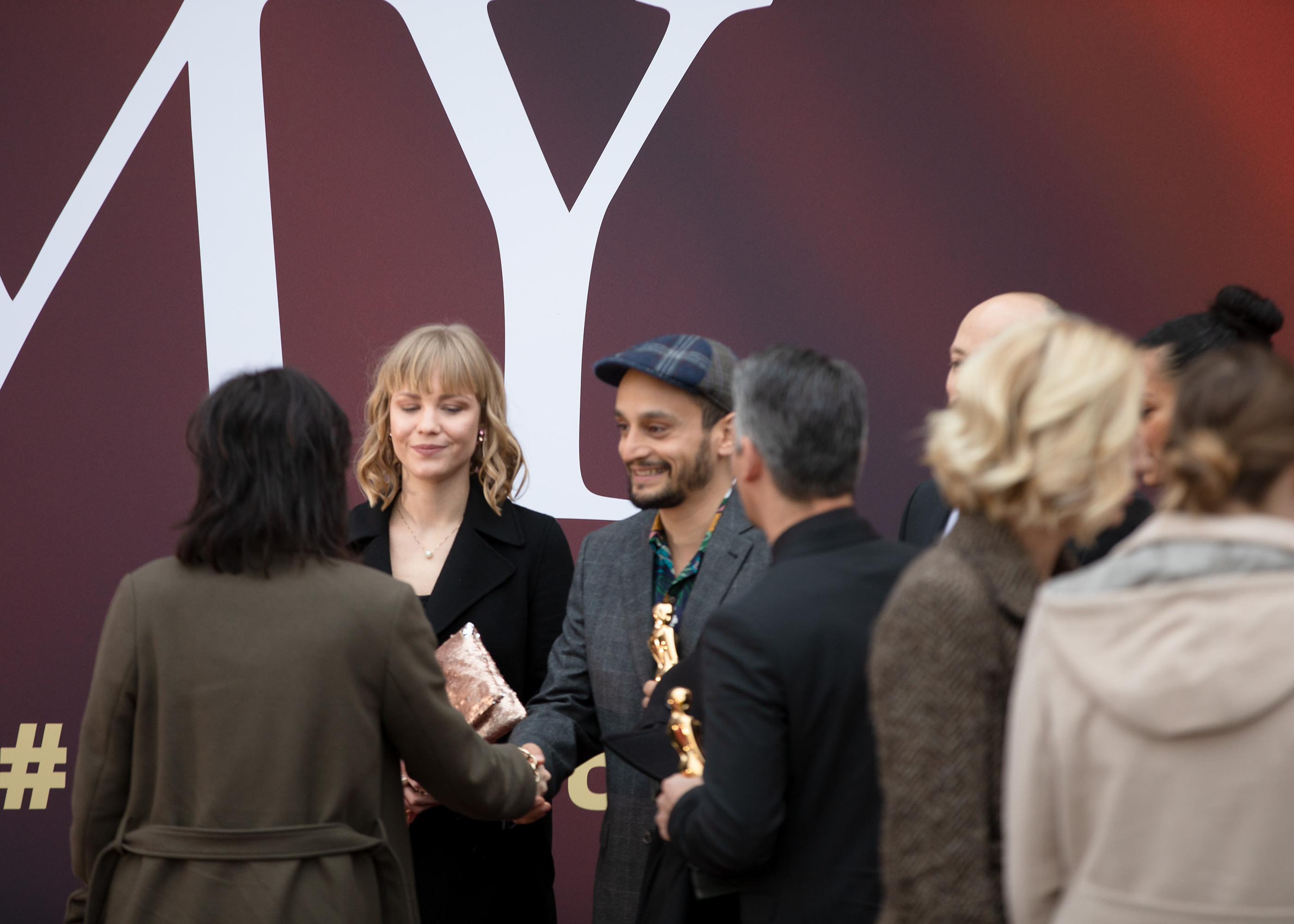
Arman T. Riahi am red carpet der Romyverleihung 2018 in der Hofburg in Wien, Österreich.

Arman T. Riahi, auch Arman Tajmir-Riahi, (* 1981 im Iran) ist ein österreichischer Filmregisseur und Drehbuchautor.

## Leben
Arman T. Riahi wurde im Iran geboren. Seine Familie, darunter sein Bruder, der Filmregisseur Arash T. Riahi, flüchtete um 1983/84 nach Österreich. Arman Riahi wuchs in Wien auf und machte bereits als Schüler Kurzfilme. An der Fachhochschule St. Pölten studierte er Medientechnik, ein Praktikumssemester absolvierte er als Grafik- und Screendesigner in London. Das Studium schloss er 2004 als Dipl.-Ing. (FH) ab.
Seit 2005 arbeitet Riahi als freier Regisseur und Autor. 2005 wurde er für seinen Kurzfilm Elektronikschrott mit dem ORF-Kurzfilmpreis Shorts on Screen 05 ausgezeichnet. Für den ORF gestaltete als Regisseur im Rahmen der Programmschiene Donnerstag Nacht unter anderem Episoden von Sunshine Airlines und der Sendung ohne Namen. Sein erster Kinodokumentarfilm Schwarzkopf über den Rapper Nazar, bei dem Arman Riahi Regie führte und für das Drehbuch verantwortlich zeichnete, wurde 2011 auf der Diagonale mit dem Publikumspreis ausgezeichnet. Gemeinsam mit seinem Bruder Arash drehte er 2013 den Kinodokumentarfilm Everyday Rebellion, zu dem die beiden auch das Drehbuch entwickelten. 2016 folgte deren Dokumentarfilm Kinders.
Ebenfalls 2016 drehte Arman T. Riahi mit Die Migrantigen seinen ersten Spielfilm, zu dem er gemeinsam mit Aleksandar Petrović und Faris Endris Rahoma das Drehbuch entwickelte. Die Uraufführung der Bühnenfassung erfolgte im September 2019 an den Wiener Kammerspielen des Theaters in der Josefstadt. Sein im Oktober 2020 am Internationalen Filmfestival Warschau uraufgeführter Spielfilm Fuchs im Bau wurde im Juni 2021 als Eröffnungsfilm der Diagonale in Graz gezeigt. Beim Filmfestival Max Ophüls Preis 2021 wurde der Film mit dem Regiepreis, Fritz-Raff-Drehbuchpreis und Preis der Jugendjury ausgezeichnet.
Mit Siebenundfünfzig schrieb er sein erstes Theaterstück, das er 2025 am Landestheater Niederösterreich inszenierte.
Arman T. Riahi ist Mitglied der Akademie des Österreichischen Films und im Verband Filmregie Österreich.

## Filmografie (Auswahl)
- 2005: Elektronikschrott (Kurzfilm, Regie und Drehbuch)
- 2006–2007: Sunshine Airlines (Fernsehserie, Regie, zwei Episoden)
- 2006–2007: Sendung ohne Namen (Fernsehserie, Regie, fünf Episoden)
- 2009–2011: Momentum – What drives you (Dokumentarfilmreihe, Regie)
- 2011: Schwarzkopf (Dokumentation, Regie und Drehbuch)
- 2013: Everyday Rebellion (Dokumentation, Regie und Drehbuch)
- 2016: Kinders (Dokumentation, Regie und Drehbuch)
- 2017: Die Migrantigen (Regie und Drehbuch)
- 2020: Fuchs im Bau (Regie und Drehbuch)
- 2022: Schrille Nacht (Regie und Drehbuch)
- 2023: Landkrimi – Dunkle Wasser (Fernsehreihe)

## Auszeichnungen und Nominierungen
- 2005: ORF-Kurzfilmpreis Shorts on Screen 05 für Elektronikschrott
- 2011: Diagonale-Publikumspreis für Schwarzkopf
- 2013: B3 BEN Award "Transmedial" der B3 Biennale des bewegten Bildes für Everyday Rebellion
- 2016: Diagonale-Publikumspreis für Kinders, gemeinsam mit Arash T. Riahi
- 2017: Österreichischer Filmpreis 2017 – Nominierung in der Kategorie Bester Dokumentarfilm für Kinders[14]
- 2017: Filmfestival Max Ophüls Preis – Publikumspreis Spielfilm für Die Migrantigen[15]
- 2018: Österreichischer Filmpreis 2018 – Nominierung in den Kategorien Bester Spielfilm und Bestes Drehbuch für Die Migrantigen[16]
- 2018: Romyverleihung 2018 – Auszeichnung in der Kategorie Bestes Buch Kinofilm, Nominierung in der Kategorie Bester Kinofilm für Die Migrantigen[17][18]
- 2020: MigAwards – Persönlichkeit des Jahres[19][20]
- 2021: Filmfestival Max Ophüls Preis – Beste Regie, Fritz-Raff-Drehbuchpreis und Preis der Jugendjury für Fuchs im Bau[10]
- 2021: Preis der Saarland Medien GmbH des Günter-Rohrbach-Filmpreises für die Regie von Fuchs im Bau
- 2022: Österreichischer Filmpreis 2022 – Nominierung in den Kategorien Bester Spielfilm, Beste Regie und Bestes Drehbuch für Fuchs im Bau[21]
- 2022: Romyverleihung 2022 – Nominierung in der Kategorie Bestes Drehbuch Kino für Fuchs im Bau[22]
- 2023: 7. Drehbuchwettbewerb If She Can See It, She Can Be It – Auszeichnung mit dem Hauptpreis für Riot/Girl[23]